# Бецкий, Иван Егорович
Иван Егорович Бецкий (1818—1890) — русский писатель, издатель, чиновник, меценат. Почётный член Харьковского университета (1869). Почётный член Императорской публичной библиотеки (1869), действительный член Московского общества древнерусского искусства (1878).

## Биография
Внебрачный сын князя Ю. Трубецкого, записан московским мещанином. Воспитан М. Погодиным. Слушал лекции Ю. Венелина. Учился в Московском (1837—1839) и Харьковском (1840—1842) университетах. С 1843 служил в харьковском дворянском депутатском собрании.
Сторонник и последователь немецкого писателя Жана Поля, переводчик его произведений. Печатался в «Современнике» (1838) и других русских журналах. Издавал альманах «Молодик».
В 1844—1849 годах путешествовал в Чехию, Германию, Францию, Италию. С 1849 года — чиновник по особым поручениям канцелярии московского генерал-губернатора. С 1851 года в чине коллежского секретаря ушёл в отставку. С 1852 года жил в Италии, опекая своего младшего брата князя И. Трубецкого.
Приобретённые на собственные средства за рубежом художественные ценности, книги, документы дарил музеям, в частности при Харьковском университете. Переслал в Харьков более 500 картин, которые вместе с другими коллекциями были положены в основу местного музея изящных искусств и древностей.
Умер в городе Флоренция (Италия).